# Vida de Sant Léger
La Vida de Sant Léger és un poema hagiogràfic narratiu en francès antic. Es data a la fi del segle x i explica una versió de la vida de Sant Leodegari, bisbe d'Autun del segle VII.

## Text
El text consta de 240 versos octosíl·labs en apariats en rima assonant, que rimen en estrofes de sis versos (aabbcc). I aparentment es basa en una Passio llatina escrita per un monjo anomenat Ursinus.
Es tracta d'un dels primers textos en llengua d'oïl i la còpia que se'n conserva va ser feta vers l'any 1000 en un manuscrit de la catedral de Clermont, avui en dia a la biblioteca municipal d'aquesta ciutat. El text, però, és anterior; s'acostuma a datar vers 980. El manuscrit conté també un altre dels primers textos en francès: la Passió de Jesucrist.
El text fou editat per primera vegada el 1841-1874 per Champollion-Figeac i n'hi ha diversos estudis i edicions més moderns.